# Антим (Вирбанов)
Митрополит Антим (в миру Ліло Кинчев Вирбанов, болг. Лило Кънчев Върбанов; 1854 село Гложене (нині громада Тетевен, Ловецька область) ― 24 березня 1914 року, Софія) — єпископ Болгарської православної церкви, митрополит Тирновський.

## Біографія
Народився в 1854 році в селі Гложене Тетевенської області зі світським ім'ям Лило Кънчев Върбанов. Початкову освіту здобув у рідному селі, після чого вступив до Гложенського монастиря «Св. Георгія» за настоятельством хаджи Євтимія. У 1871 році в Гложенському монастирі митрополит Антим Видинський постриг його в ченці під іменем Антим. Незабаром після цього митрополит Антим висвятив його в сан ієродиякона. Навчався у Тетевені та в Габровській середній школі, яку закінчив у 1875 році. З 1875 по 1881 рік навчався в Одеській семінарії.
У 1876 році брав участь в Сербсько-Турецькій війні як доброволець-легіонер.
Повернувся до Болгарії і в 1881–1882 роках викладав у Ломській середній школі. З наступного навчального року викладав у Слівенській середній школі, де пробув до 1885 року. Перебуваючи у Слівені, він написав та видав підручник з біблійної історії та православного катехизису.
У 1885 Болгарський екзарх Йосип I викликав його в Османську імперію, де з 1885 року призначив його вчителем у нещодавно відкритій Одринській священичій школі. 30 серпня 1886 в соборі Святого Стефана в Константинополі митрополит Синесій Охридський висвятив його в ієромонаха, а 1 вересня за рішенням Священного Синоду екзархом Йосифом І був возведений в сан архімандрита і призначений губернатором Лозенградської єпархії. З 1 вересня 1887 року архімандрит Антим є протосинкелом Одринської єпархії та інспектором болгарських шкіл в Одринському вілаеті. З початку жовтня 1888 на прохання Антима Видинського був призначений протосингелом Видинської єпархії. Митрополит Антим помер 1 грудня, а єпархію взяв на себе архімандрит Антим, обіймаючи посаду до червня 1889 року.
З осені 1889 навчався в Московській духовній академії, яку закінчив у 1892.
З 1892 по 1893 рік був протосингелом екзархату в столиці Константинополі.
15 серпня 1893 року він був висвячений на єпископа Брегальницького і був призначений головою Ловчанської єпархії від імені екзарха. Керував єпархією в Ловечі до 6 лютого 1897, коли був призначений вікарієм митрополита Пловдивського Нафанаїла. Він залишався вікарієм у Пловдиві, до листопада 1901 року.
19 липня 1901 року був обраний митрополитом Тирновським замість покійного митрополита Климента. Канонічно це було підтверджено 18 листопада 1901.
Протягом усього життя митрополит Антим допомагав різним благодійним організаціям в Тирнові і активно сприяв будівництву притулку для людей похилого віку в Прісовському монастирі, який будувався на кошти Тирновськой митрополії. На його кошти були утворені 7 благодійних фондів. Пожертвував 20 тисяч левів в цінні папери для формування фонду для утримання студентів в Софійській духовній семінарії, жертвує кошти для церкви в селі Гложене і Гложенского монастиря. З них було утворено фонд, який підтримував потреби монастиря. Інші фонди з капіталом понад 2 тисячі левів згідно з волею дарувальника витрачалися на початкові училища, на чоловічу і жіночу гімназію в Тирнові в допомогу бідним учням, а також бідним дітям рідного йому села Гложене. Заповідав 1500 левів жіночому благодійному товариству «Радість» для «подпомощі його шляхетним завданням».
Пережив катастрофічний землетрус в місті Тирнові, в 1913 році, який зруйнував або пошкодив багато церков.
Помер в 24 березня 1914 року у Софії. Священному Синоду заповів всі цінні речі, які у нього були, особисту бібліотеку залишив Софійській духовній семінарії, гроші — Тирновській митрополії. Згідно з його волею, був похований в Тирнові.